# Paquisha (canton)
Paquisha est un canton d'Équateur situé dans la province de Zamora-Chinchipe.